# پیشنماز مجلس نمایندگان ایالات متحده آمریکا

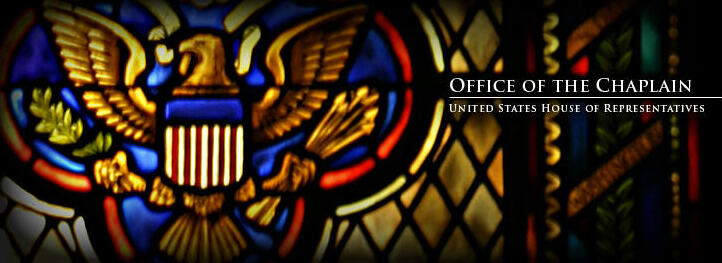

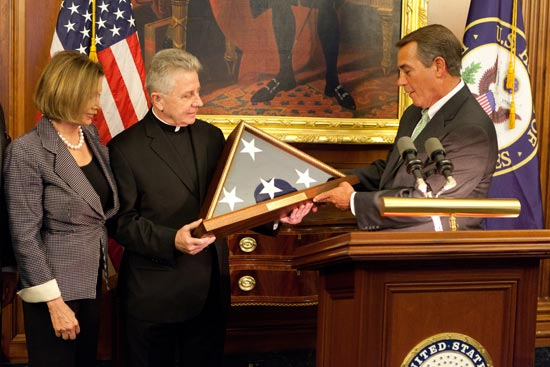
رئیس مجلس جان بینر و رهبر اقلیت نانسی پلوسی پرچم برافراشته بر کاپیتول ایالات متحده را به پاس ۱۱ سال کار به ۶۹مین پیشنماز مجلس تقدیم می‌کنند

پیشنماز مجلس نمایندگان ایالات متحده آمریکا از مقامات مجلس نمایندگان ایالات متحده آمریکا است. مجلس نیمهٔ اول عبارت پنجم، بخش دوم، اصل اول قانون اساسی ایالات متحده آمریکا را به عنوان قانونی یاد می‌کند که به آن اجازه می‌دهد یک پیشنماز انتخاب کند، «مجلس نمایندگان رئیس و سایر «مقامات» خود را انتخاب می‌نماید».
پیشنماز علاوه بر گشایش مذاکرات مجلس با دعا، به جماعت مجلسیان مشاوره معنوی ارائه می‌دهد، برنامهٔ پیشنمازهای مدعو را می‌ریزد، برای مجلس و کارکنانش مجالس یادبود ترتیب می‌دهد. در گذشته، پیشنمازها برای نمایندگان مجلس مجالس ازدواج و ترحیم اجرا کرده‌اند.